# Sävastrild
Sävastrild (Emblema ruficauda) är en fågel i familjen astrilder inom ordningen tättingar.

## Utseende
Sävastrilden är en bjärt grön finkliknande fågel med lysande rött på ansikte och näbb. Den är vidare översållad med ljusa fläckar på ansikte, bröst, flanker och stjärtrot. Hona blodastrild har längre stjärt och är mycket brunare och mindre fläckig.

## Utbredning och systematik
Sävastrild delas in i tre underarter med följande utbredning:
- subclarescens – förekommer i västra och norra Australien
- clarescens – förekommer i norra Queensland (södra Kap Yorkhalvön)
- ruficauda – förekommer i Queensland (Burdekin River till nordligaste New South Wales); försvunnen?

### Släktestillhörighet
Sävastrild placeras traditionellt i släktet Neochmia. Genetiska studier visar dock att arterna i släktet inte står varandra närmast, där sävastrilden snarare är en del av en grupp i övrigt bestående av plommonhättad astrild, målad astrild och ringastrild. Initialt lyftes den ut till egna släktet Bathilda, men har senare inkorporerats i målade astrildens släkte Emblema.

## Levnadssätt
Liksom namnet antyder hittas sävastrilden i vassbälten, men också gräsmarker. Den uppträder ofta i mycket stora flockar.

## Status och hot
Arten har ett stort utbredningsområde, men tros minska i antal, dock inte tillräckligt kraftigt för att den ska betraktas som hotad. Internationella naturvårdsunionen IUCN listar arten som livskraftig (LC).

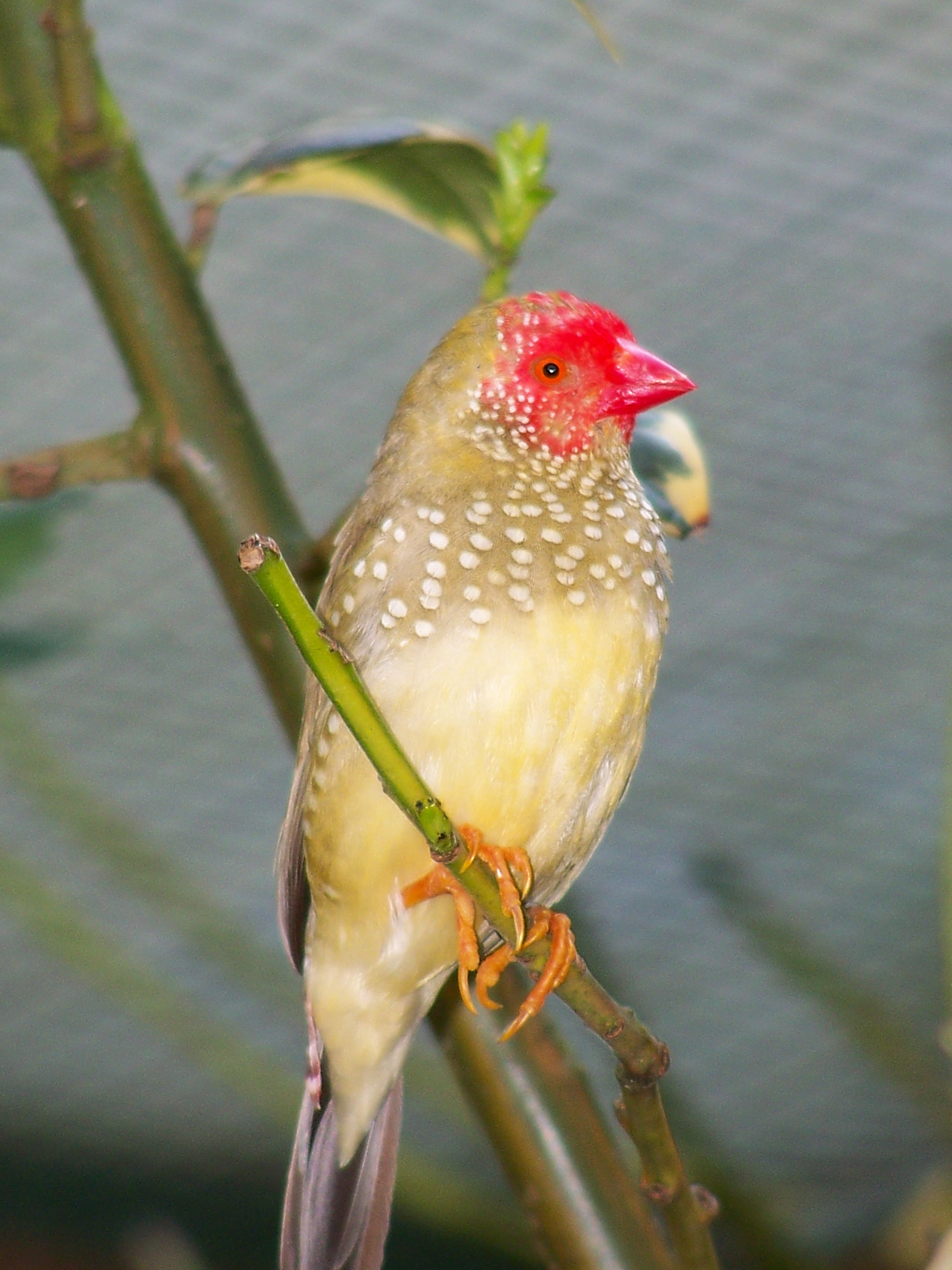
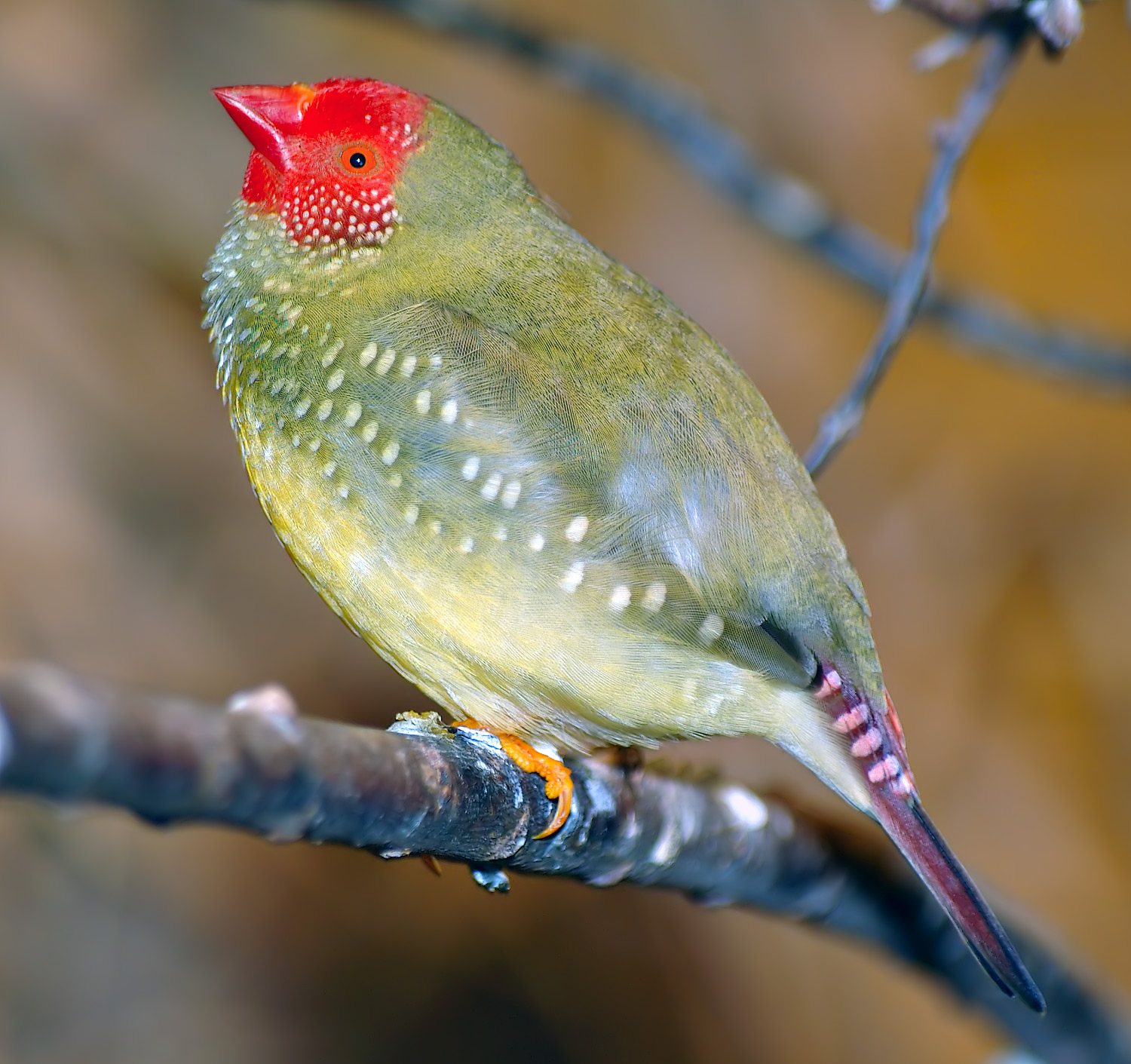
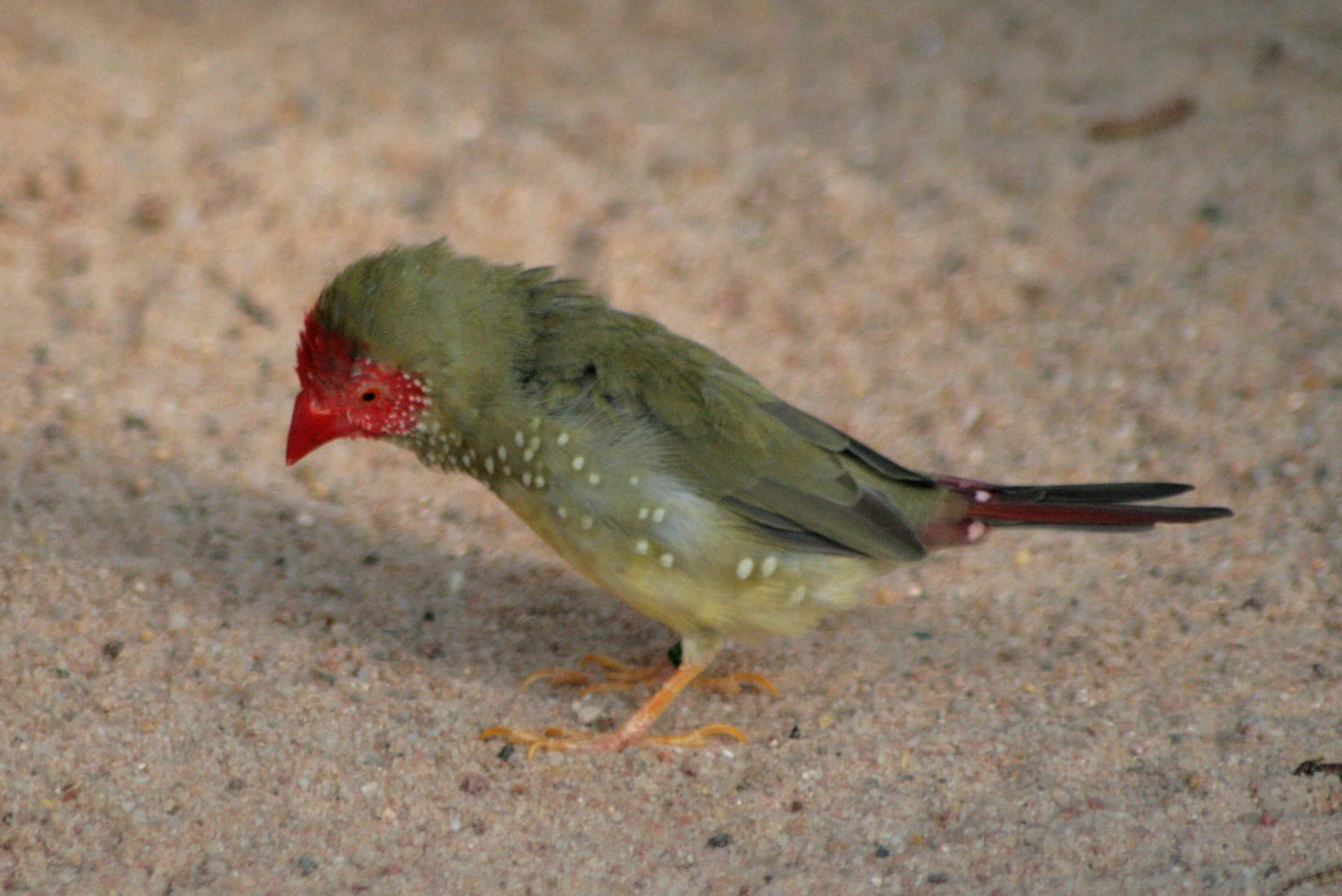
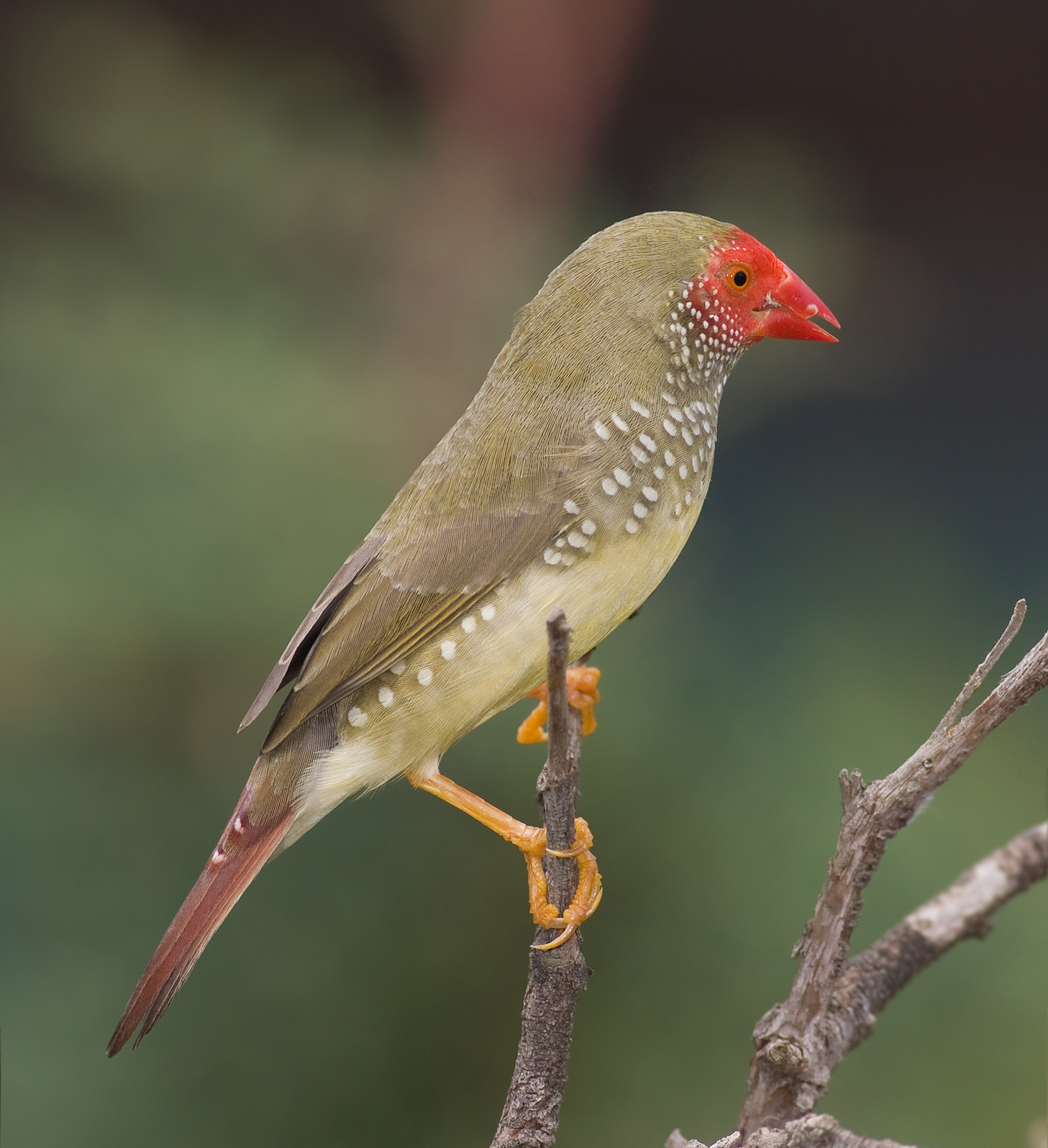